# Marshallella
Marshallella är ett släkte av insekter. Marshallella ingår i familjen hornstritar.
Kladogram enligt Catalogue of Life:
| Marshallella | \| \| Marshallella padovanii \| \| \| \| \| \| Marshallella riveroi \| \| \| \| \| \| Marshallella rubripes \| \| \| \| |
|              | \| \| Marshallella padovanii \| \| \| \| \| \| Marshallella riveroi \| \| \| \| \| \| Marshallella rubripes \| \| \| \| |
|              | Marshallella padovanii                                                                                                  |
|              | |
|              | Marshallella riveroi |
|              | |
|              | Marshallella rubripes                                                                                                   |
|              | |